# 주간고속도로 제87호선 (뉴욕주)
주간고속도로 제87호선(영어: Interstate 87, I-87)은 미국 북동부 뉴욕주 뉴욕(New York City)과 뉴욕주 챔플레인(Champlain)에 위치한 캐나다 국경까지를 연결하는 총 연장 536.70km의 고속도로이다. 87호선은 미국의 주간고속도로 중 한 주에 위치한 고속도로로 가장 길다. 아래 종점에서는 뉴욕 브롱크스와 퀸스를 잇는 로버트 F. 케네디 대교가 위치해있다.